# Brevitubus jiulong
Espèce
Synonymes
- Acrolithus jiulong Liu & Li, 2022

Brevitubus jiulong est une espèce d'araignées aranéomorphes de la famille des Phrurolithidae.

## Distribution
Cette espèce est endémique du Jiangxi en Chine,. Elle se rencontre dans le xian de Wanzai.

## Description
La femelle holotype mesure 5,11 mm.

## Systématique et taxinomie
Cette espèce a été décrite sous le protonyme Acrolithus jiulong par Liu et Li en 2022. Le nom Acrolithus Liu & Li, 2022 étant préoccupé par Acrolithus Freytag & Ma, 1988, il a été remplacé par Xilithus par Lin et Li en 2023. Elle est placée dans le genre Brevitubus par Zhu, Liao, Yin et Xu en 2025.

## Étymologie
Son nom d'espèce lui a été donné en référence au lieu de sa découverte, Jiulong.

## Publication originale
- Liu, Li, Zhang, Ying, Meng, Fei, Li, Xiao & Xu, 2022 : « Unknown species from China: the case of phrurolithid spiders (Araneae, Phrurolithidae). » Zoological Research, vol. 43, no 3, p. 352-355, Suppl. I : 5 p., Suppl. II : p. I-CCXX (texte intégral).